# Trillium rugelii
Trillium rugelii är en nysrotsväxtart som beskrevs av Alfred Barton Rendle. Trillium rugelii ingår i släktet treblad, och familjen nysrotsväxter. Inga underarter finns listade.